# Stan Edmondson
Stanley G. Edmondson (10 tháng 8 năm 1922 – 1977) là một cầu thủ bóng đá người Anh thi đấu ở vị trí tiền vệ chạy cánh.

## Sự nghiệp
Sinh ra ở Bacup, Edmondson thi đấu cho Bacup Borough, Bradford City và Rossendale United.
Đối với Bradford City ông có 3 lần ra sân ở Football League.